# Émile Mâle
Pour les articles homonymes, voir Mâle (homonymie).
Émile Mâle, né le 2 juin 1862 à Commentry (Allier) et mort le 6 octobre 1954 à Fontaine-Chaalis (Oise), est un historien d'art français, membre de l'Académie française.
Émile Mâle fut un spécialiste de l’art chrétien médiéval et a laissé une œuvre importante, qui compte de nombreuses monographies sur les églises et cathédrales de France (La Cathédrale de Reims, Notre-Dame de Chartres, La Cathédrale d’Albi).

## Biographie

### Famille
Fils de Gilbert Mâle, ingénieur de l'École des mines d'Alès, Émile Mâle est le père du psychanalyste Pierre Mâle. Sa fille Gilberte (1912-2008) fut conservatrice en chef du patrimoine

### Années de formation
Émile Mâle effectue sa scolarité secondaire à Saint-Étienne, puis entre à l’École normale supérieure en 1883. En 1886, il obtient l’agrégation de lettres. C'est cette même année, lors d'un voyage en Italie où il découvre la chapelle des Espagnols à Santa Maria Novella à Florence, qu'il décide de ne pas s'orienter vers un cursus d'études classiques et choisit l'histoire de l'art médiéval. 

### Carrière professionnelle

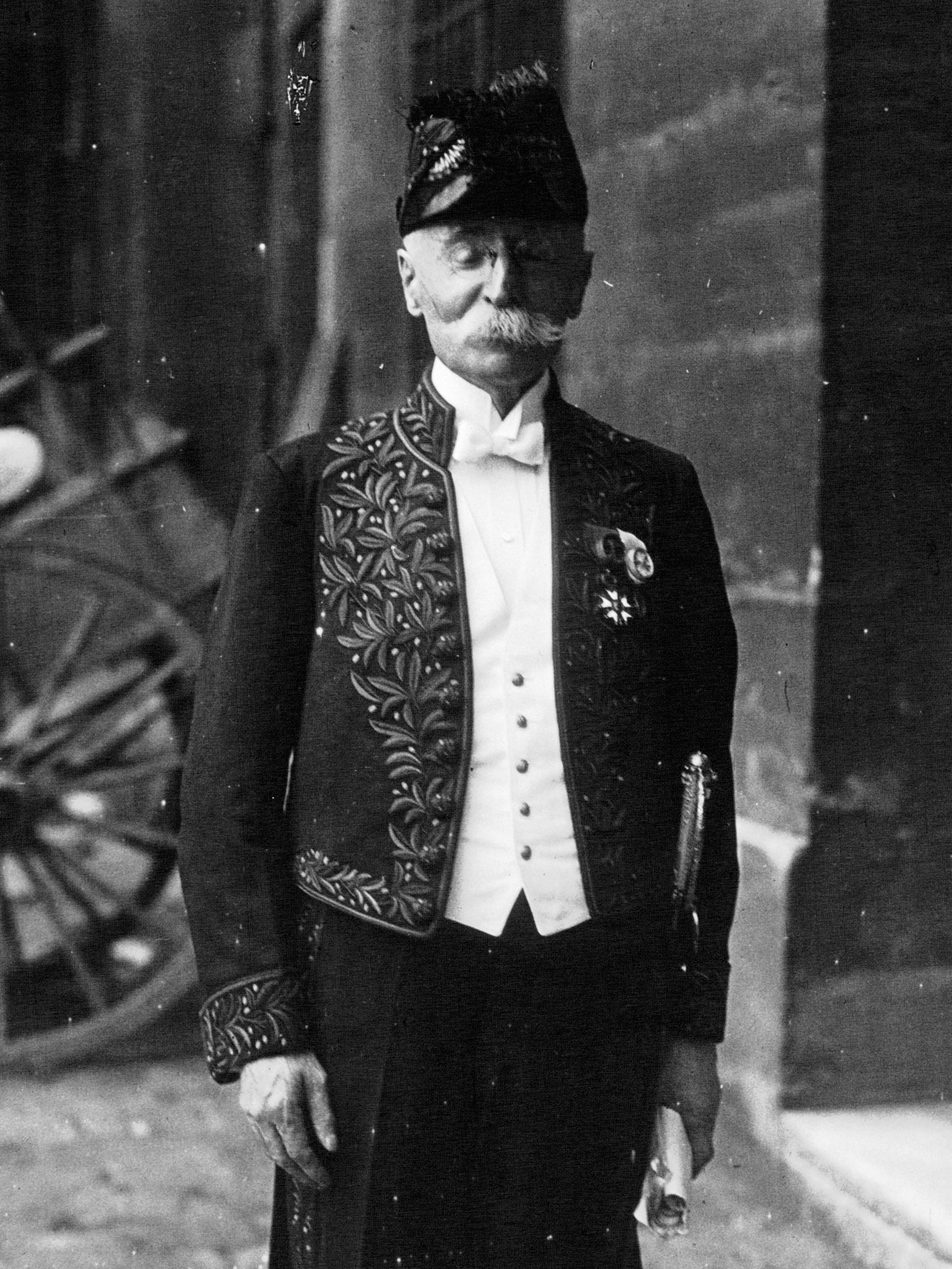
Émile Mâle en costume d'académicien, 1928.

Il est nommé professeur en classe de rhétorique à Saint-Étienne, puis professeur à Toulouse.
En 1899, il soutient sa thèse sur L’Art religieux au XIIIe siècle en France puis est chargé d'un cours d'histoire de l'art chrétien à partir de 1906 à la Sorbonne, où la chaire d’histoire de l’art lui est attribuée en 1912. Il est élu membre de l’Académie des inscriptions et belles-lettres en 1918. En 1923, il succède à Mgr Duchesne comme directeur de l’École française de Rome et consacre une partie de ses recherches aux édifices de la Rome chrétienne (Rome et ses vieilles églises). En 1927, il est élu membre de l’Académie française avant de prendre sa retraite en 1937.
Il est mort le 6 octobre 1954 et est enterré au cimetière de Commentry aux côtés de son épouse née Marie Marguerite Granier, décédée le 13 avril 1969.

## Son œuvre
Émile Mâle fut l'un des premiers historiens d'art, avec d'autres de langue allemande tel Aloïs Riegl, à transformer l'histoire de l'art en une discipline internationalement respectée. L’historien de l’art Jean Seznec a été fortement influencé par sa méthodologie.

Sa thèse L’Art religieux au XIIIe siècle en France apporte un changement majeur dans les études médiévales et dans l'histoire de l'art. Son succès est tel qu'elle est éditée une troisième fois dix ans après sa première parution, ce qui est exceptionnel pour un ouvrage de ce type. En 2011, on ne compte pas moins de neuf éditions et de nombreuses traductions. Ce succès, il le doit autant à la qualité de son travail qu'à celle de sa plume, qui fait dire à certains qu'il « avait l'art de faire fleurir les roses sur les ronces ». Dans cette œuvre, il ne pose ni plus ni moins que les bases d'une nouvelle méthode maintenant communément adoptée par les historiens de l'art.
« Partant de l’idée, aujourd’hui familière, que le christianisme, en particulier médiéval, conçut l’art comme une « prédication muette », c’est-à-dire comme la traduction, dans le langage des formes, des vérités de la foi, il entreprend de mettre systématiquement en rapport l’iconographie et ses « sources d’inspiration », c’est-à-dire les grands textes (scripturaires, exégétiques, théologiques, hagiographiques…) lui ayant servi de programme. »
Il complète sa thèse en étudiant l’art religieux en France dans les siècles précédents et suivants. Dans L’Art religieux au XIIIe siècle en France, il démontre en particulier l’influence de l’art héllénistique et de l’art syrien, par l'intermédiaire des ouvrages sacrés illustrés de miniatures, sur l’art roman.

## Hommage et distinctions
L'Académie des inscriptions et belles-lettres lui décerne le prix Gobert en 1910 pour ses ouvrages L'Art religieux de la fin du Moyen Âge en France et L'Art religieux du XIIIe siècle en France.
Sa fille Gilberte a consacré beaucoup d'efforts à la mémoire de son père : elle a assuré la réédition de plusieurs de ses œuvres, elle a fait des donations à la ville de Commentry (en particulier la maison familiale de la place du 14-Juillet) et à l'Institut de France, elle s'est occupée du prix Émile-Mâle qu'elle avait fondé avec la ville de Commentry.

## Publications
- L'Art religieux du XIIIe siècle en France, thèse pour le doctorat ès-lettres, 1899. Traduction allemande par Lorenz Zuckermandel : Die kirchliche Kunst des XIII. Jahrhunderts in Frankreich: Studie über die Ikonographie des Mittelalters und ihre Quellen, 1907.
- Quomodo Sibyllas recentiores artifices representaverint, thèse complémentaire pour le doctorat ès-lettres, 1899.
- L'Art religieux de la fin du Moyen Âge en France, 1908.
- L'Art allemand et l'art français du Moyen Âge, 1917.
- L'Art religieux au XIIe siècle en France, 1922.
- « Les influences arabes dans l'art roman », Revue des Deux-Mondes, 1923 (texte en ligne).
- « L'architecture gothique du Midi de la France », Revue des deux mondes,‎ 15 février 1926, p. 826-857 (lire en ligne)
- Art et artistes du Moyen Âge, 1927.
- L'Art religieux après le Concile de Trente, étude sur l'iconographie de la fin du XVIe, du XVIIe et du XVIIIe siècles en Italie, en France, en Espagne et en Flandre, 1932.
- Rome et ses vieilles églises, 1942.
- Les Mosaïques chrétiennes primitives du IVe au VIIe siècle, 1943.
- L'Art religieux du XIIe au XVIIIe siècle, 1945.
- Jean Bourdichon : les Heures d'Anne de Bretagne à la Bibliothèque nationale, 1946.
- Les Grandes Heures de Rohan, 1947.
- Notre-Dame de Chartres, 1948.
- La Fin du paganisme en Gaule et les plus anciennes basiliques chrétiennes, 1950.
- La Cathédrale d'Albi, 1950.
- Histoire de l'art (directeur de rédaction), 2 vol., 1950.
- Les Saints Compagnons du Christ, 1958.

## Distinctions
- membre de l'Académie des inscriptions et belles-lettres en 1918 ;
- membre de l'Académie royale des sciences, des lettres et des beaux-arts de Belgique ;
- membre de la British Academy ;
- membre de l'Académie française ;
- Grand officier de la Légion d'honneur. Promu commandeur en 1932 ;
- Commandeur de l'ordre de Léopold.

## Hommages
- le collège Émile-Mâle à Commentry ;
- la place Émile-Mâle dans le 5e arrondissement de Paris ;
- la place Émile-Mâle à Toulouse[12] ;
- un buste sur piédestal est érigé à l'entrée du musée des Beaux-Arts dans les jardins de l'évêché de Chartres ;
- un square à Saint-Étienne dans le quartier Monthieu où il a vécu avec ses parents
- une plaque commémorative au no 11 rue de Navarre, dans le 5e arrondissement de Paris, est apposée sur l'immeuble où il vécut de 1900 à 1954.

Hommages
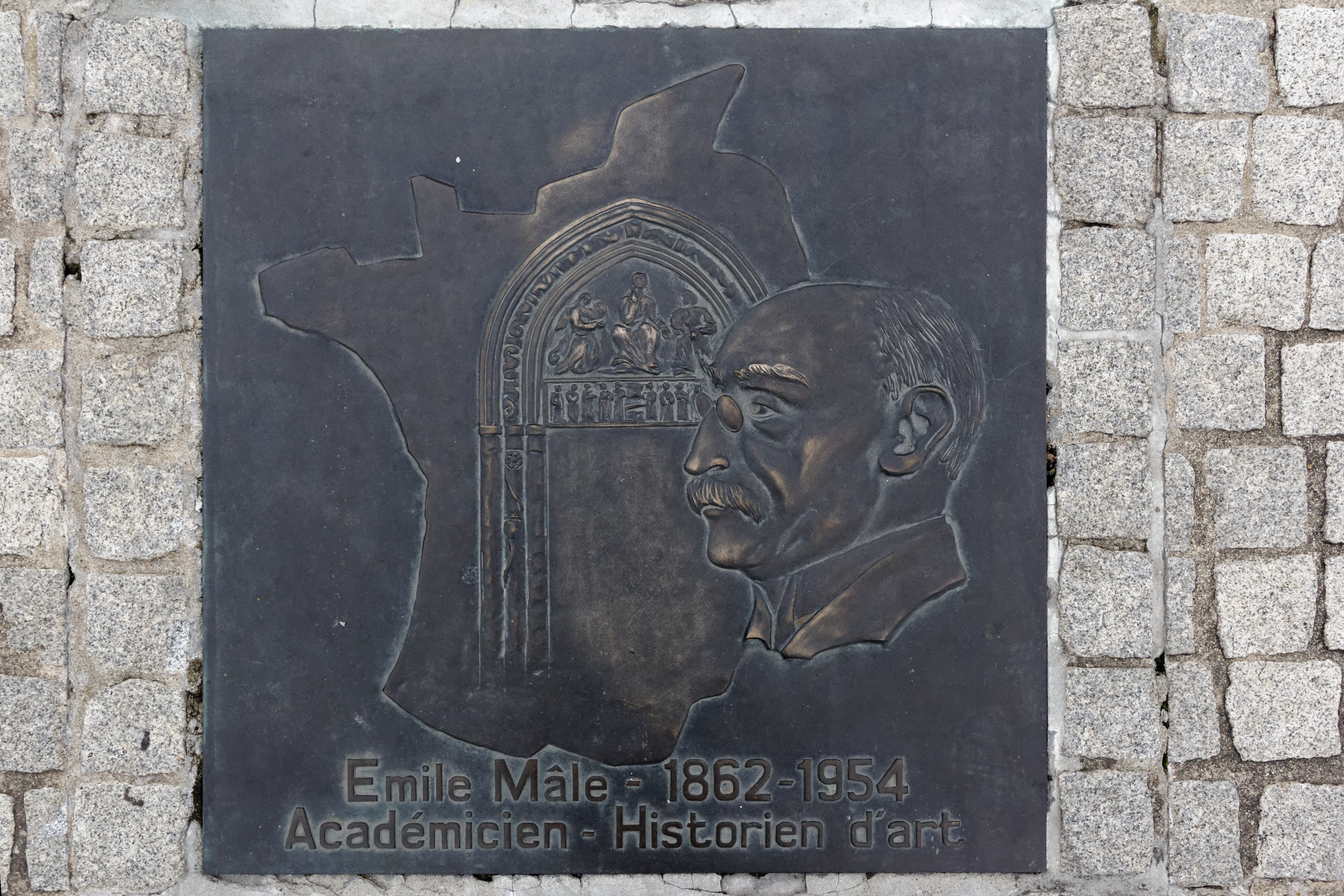
Plaque commémorative apposée devant la mairie de Commentry.
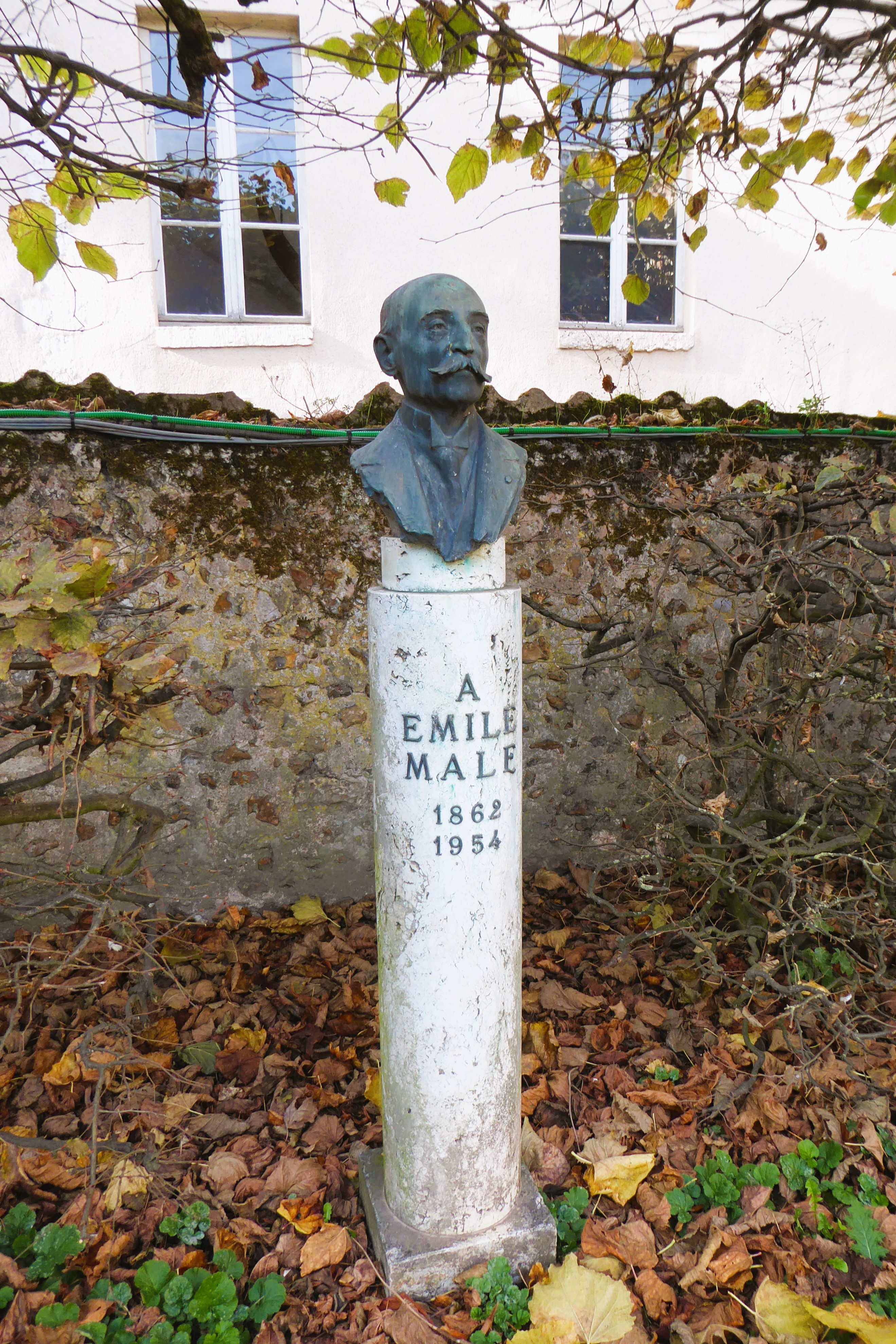
Buste à l'entrée du musée des Beaux-Arts dans les jardins de l'évêché de Chartres.
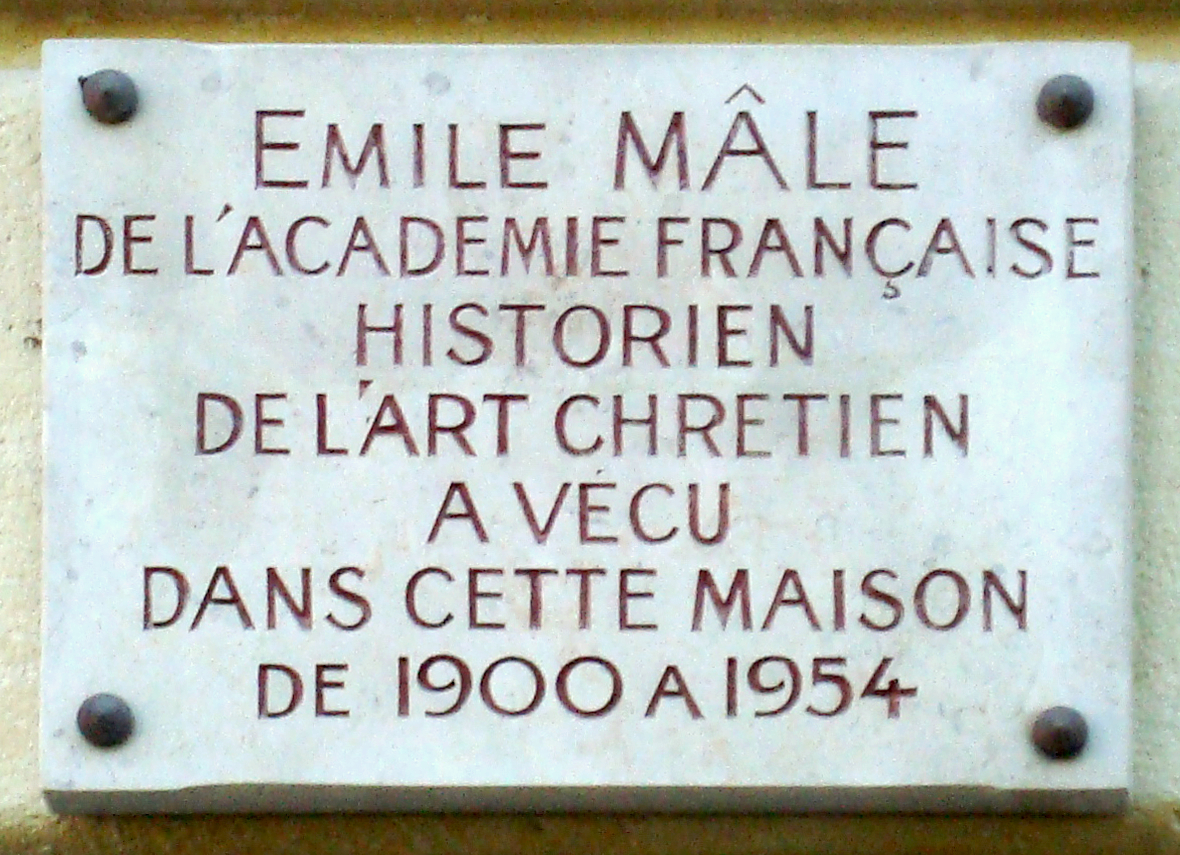
Plaque devant l'immeuble au numéro 11 de la rue de Navarre, Paris, où Émile Mâle vécut jusqu'à sa mort.

## Prix Émile-Mâle
Le prix Émile-Mâle a été créé en 1984 par la ville de Commentry et Gilberte Émile-Mâle, qui a assuré la présidence du jury. Ce prix annuel récompense la restauration d'un élément du patrimoine architectural ou mobilier du département de l'Allier.
Parmi les bénéficiaires :
- 1989 : la Société d'émulation du Bourbonnais pour la restauration de la chapelle Saint-Mayeul au Brethon ;
- 1990 : Marie-Noëlle Goffin, pour la restauration du château de La Motte-Mazerier ;
- 1993 : Les Amis de Montluçon, pour la restauration du château de Bien-Assis à Montluçon ;
- 1997 : les Amis du Vieux Taxat, pour la restauration du l'église Saint-André de Taxat à Taxat-Senat ;
- 2000 : l'Association de sauvegarde du patrimoine culturel de Droiturier pour la restauration des peintures murales de l'église par Yves Morvan ;
- 2013 : chapelle de Briailles à Saint-Pourçain-sur-Sioule ; colombier du XVIIe siècle à Étroussat ; poids publics d'Hyds.
- 2016 : musée Anne-de-Beaujeu, pour la restauration de sa collection de peintures sur bois des XVe et XVIe siècles[14], et château de Bien-Assis à Montluçon (Grand prix) ; chapelle Sainte-Anne à Ygrande (prix d'encouragement).